# فهرست آثار محمد زکریای رازی
محمد زکریای رازی، پزشک، فیلسوف و شیمی‌دان ایرانی در قرن سوم و اوایل چهارم هجری بود. در مورد آثار رازی در لغت‌نامهٔ دهخدا آمده‌است: «ابن‌الندیم در کتاب «الفهرست» خود تعداد آثار رازی را یک‌صد و شصت و هفت و ابوریحان بیرونی در کتاب «فهرست کتب رازی» یک‌صد و هشتاد و چهار دانسته‌اند. «کتاب‌های رازی برحسب فهرست بیرونی بدین ترتیب تقسیم موضوعی می‌شود: ۵۶ کتاب در پزشکی، ۳۳ کتاب در طبیعیات، ۷ کتاب در منطق، ۱۰ کتاب در ریاضیات و اخترشناسی، ۷ کتاب در تفسیر و تلخیص و اختصار کتب فلسفی یا طبی دیگران، ۱۷ کتاب در علوم فلسفی و تخمینی، ۶ کتاب در متافیزیک، ۱۴ کتاب در الهیات، ۲۲ کتاب در کیمیا، ۲ کتاب در کفریات، ۱۰ کتاب در فنون مختلف که جمعاً بالغ بر یکصدوهشتادوچهار مجلد می‌شود و ابن ابی اصیبعه در عیون الأنباء فی طبقات الأطباء دویست و سی و هشت کتاب از برای رازی برمی‌شمارد.
محمود نجم‌آبادی استاد دانشگاه تهران در کتاب «مؤلفات و مصنفات ابوبکر محمدبن زکریای رازی» (انتشارات دانشگاه تهران،) فهرست‌های ارائه شدهٔ ابن الندیم و ابوریحان بیرونی و ابن القفطی و ابن ابی اصیبعه با یک‌دیگر تطبیق داده و در مجموع، دویست وهفتادویک کتاب و رساله و مقاله را فهرست کرده‌است.
در این مقاله علاوه بر لغت‌نامه دهخدا از کتاب محمد زکریای رازی طبیب، فیلسوف، شیمیدان ایرانی نیز استفاده شده‌است.

## پزشکی
1. الحاوی، یک دوره کامل علم طب تا دوران رازی است.
2. الکناش المنصوری، که الطب المنصوری نیز خوانده می‌شود.
3. المرشد، که الفصول فی الطب نیز نامیده می‌شود.
4. من لایحضره الطبیب، نام دیگر کتاب طب الفقراء است.
5. المدخل الی الطب، پیش‌درآمد و مقدمه علم طب
6. الرد علی الجاحظ فی مناقضةالطب، که در آن رازی نظر جاحظ معروف را که نقض علم طب را رد می‌کرده، را رد کرده‌است..
7. الطب الملوکی، این کتاب یک دوره بیماری‌شناسی است.
8. القراباذین الکبیر
9. القراباذین الصغیر
10. کتاب الجدری و الحصبه
11. التقسیم و التشجیر، که رازی در این کتاب گونه‌های بیماری و علت‌های آن‌ها را با شرح و طبقه‌بندی آورده‌است.
12. الحصی فی الکلی و المثانه، در باب سنگ کلیه و مثانه است.
13. القولنج، در این کتاب از اقسام و انواع قولنج‌ها بحث می‌شود.
14. اوجاع المفاصل (دردبندها)
15. منافع السکنجبین، در باب خواص سکنجبین و موارد مصرف و تجویز آن است.
16. دفع مضار الاغذیه، در بارهٔ پیش‌گیری از ضررهای غذاها است.
17. ''تقدیم الفاکهه قبل الطعام و تأخیر هامنه،'' در مورد خوردن میوه پیش و پس از غذا است.
18. الابدال، در بارهٔ جانشینی داروها.
19. الادویة الموجودة بکل مکان، دربارهٔ داروهایی که آسان درهرجا یافت می‌شود.
20. الابنة و علاج‌ها
21. فی هیئة القلب (تشریح قلب)
22. فی هیئة الانثین (تشریح خصیه‌ها یا خایهها)
23. فی هیئه الصماخ (تشریح پردهٔ گوش)
24. فی هیئه العین (تشریح چشم)
25. فی هیئه الکبد (تشریح جگر)
26. الرد علی الناشی فی نقضه الطب، در باب رد رازی بر نقض ناشی است که علم طب را نقض کرده‌است.
27. فی المحنه الطبیب و کیف ینبغی ان یکون حاله فی نفسه و بدنه و شربه، دربارهٔ آزمون پزشک و این که باید چگونه باشد.
28. فیماجری بینه و بین جری الطبیب فی التوت عقیب البطیخ، گفت‌وگو بین رازی و جری پزشک در باب خوردن توت پس از خربزه
29. فی العلة آلتی تحدث الورم و ازکام فی روس بعض الناس وقت الورد، در سبب آن‌که آماس و زکام در سر بعضی از مردمان، وقت گل سرخ عارض می‌شود.
30. فی الإستفراغ المحمومین قبل النضج، در این که استفراغ پیش از بهبودی لازم است.
31. فی تبرید الماء عیل الثلج و تبرید الماء یقع الثلج فیه، دربارهٔ آبی که با برف سرد شده باشد و آبی که بر برف گذارده و سرد شده باشد.
32. فی العله آلتی لها بزعم بعض الجهال الاطباء ان الثلج یعطش، در علت آن‌که بعضی پزشکان نادان تصور می‌کنند که برف تشنگی می‌آورد.
33. العلل القاتلة، دربارهٔ بیماری‌های کشنده‌است.
34. فی علة الموت الحوی من السموم، دربارهٔ علت مرگ سریع از زهر است.
35. اطمعة المرضی، درباب غذای بیماران است.
36. الفالج
37. اللقوة، عبارت است از فلج عصب صورت و نتیجه حاصل از آن کجی دهان می‌باشد.
38. فی ان الحمیه المفرطه تضر بالا بدان، در این که پرهیز مفرط برای بدن انسان مضر است.
39. فی ان الطین المتنقل
40. فی علة تعیش السمک، درآن‌که ماهی تشنگی آورد.
41. فی العله آلتی لها صار الخریف ممرضا، در سبب آن‌که پاییز بیماری‌زا است.
42. فی ان الطبیب الحاذق لبیس هومن قدر علی ابراء جمیع العلل و ان ذلک لیس فی الوسع، در این که پزشک توانا، قادر به درمان همهٔ بیماری‌ها نیست.
43. فی التلطف فی ایصال العلیل الی بعض شهواته، در لطف ورزیدن پزشک برای برخی بیماران در بعضی امیال آن‌ها
44. فی العلع آلتی یذم لها بعض الناس و عوامها الطبیب و ان کان حاذقا، در سبب آن‌که بعضی مردم و عوام‌الناس پزشک را رها می‌کنند، هر قدر هم که حاذق باشد.
45. فی العلة آلتی لها ینجح جهال الاطباء و العوام و النساء اکثر من العلماء، در علت آن‌که پزشکان نادان و عوام و زنان بیش از پزشکان دانشمند توفیق می‌یابند. (با کتاب ۵۵ در همین سیاهه سنجیده شود)
46. خطاء غرض الطبیب، دربارهٔ خطا و اشتباهات پزشک
47. اختصار کتاب النبض الکبیر لجالینوس
48. اختصار کتاب حیله البرء لجالینوس
49. تلخیص کتاب العلل و الاعراض لجالینوس
50. تلخیص کتاب العلل المواضع الألمه لجالینوس
51. تلخیص کتاب فصول بقراط
52. فیما لایلصق مما یقطع من البدن، در بارهٔ این که نمی‌توان بعضی اندام‌های بدن را پیوند زد، اگر چه کوچک باشند.
53. فی العله آلتی لها لا یوجد شراب یفعل فعل الشراب الصحیح بالبدن، در بارهٔ اثری که مشروب سکر و غیر سکر در بدن می‌گذارد.
54. کیفیة الاغتذاء، در باب کیفیت تغذیه‌است.
55. فی الأغراض الممیله لقلوب کثیر من الناس عن أفاضل الأطباء إلی اخسائهم، در این باره که دیدگاه مردم از پزشک توانا به پزشکان پایین‌تر متمایل می‌گردد. (با کتاب ۴۵ در همین سیاهه سنجیده شود)
56. فی الجبر، دربارهٔ شکسته‌بندی است.
57. فی ان العلّة الیسیرة بعضها أعسر تعرفا و علاجا من الغلیظه، در آن‌که درمان بعضی بیماری‌های آسان و پیش‌پا افتاده، دشوارتر از بیماری‌های شدید است.
58. تقسیم الأمراض و أسبابها و علاجاتها علی الشرح، در طبقه‌بندی مشروح و علت‌ها و درمان‌های بیماری‌ها
59. المشجر فی الطب علی طریق کناش
60. فی العلل المشکله، در بیماری‌های صعب و مشکل
61. کتاب الباه، از ضررها و اسراف وموقع و نافع امر باه و مواد مولد منی و تکثیر و رقت آن و غذاها و داروهای مولد و رفع‌کنندهٔ باه بحث می‌کند.
62. فی السکر
63. فی التعری و التدثر، در علت آن‌که حرارت گاهی با برهنه‌شدن و زمانی با پوشیده شدن برطرف می‌گردد.
64. مایعرض فی صناعة الطب
65. کتاب النقرس و عرق المدینی، دربارهٔ بیماری نقرس و پیوک (با کتاب ۷۴ در همین سیاهه سنجیده شود)
66. کتاب الصیدنة، دربارهٔ داروسازی است.
67. فی معرفة تطریف الأجفان، در شناسایی به‌هم زدن پلک‌های چشم
68. فی شرف العین، در فضیلت و برتری چشم بر سایر حواس
69. فی العمل بالحدید و الجبر، در اعمال جراحی با چاقو و شکسته‌بندی
70. کتاب الکبیر فی العطر و الأنجبات و الأدهان، کتاب بزرگ رازی در عطر
71. اثبات الطب، در اثبات پزشکی
72. کتابان فی التجارب
73. فی الفصد، دربارهٔ رگ زدن و خون گرفتن
74. فی النقرس (با کتاب ۶۵ در همین سیاهه سنجیده شود)
75. فی العلة آلتی صار النائم یعرق أکثر من الیقظان، در علت آن‌که افراد در خواب، بیشتر از بیداری عرق می‌کنند.
76. کتاب الفاخر
77. فی صناعة الطب و وضعها و تمییزها
78. برء الساء (درمان فوری)
79. فی علاج العین بالحدید، در درمان چشم با چاقو
80. فی الأدویة العین و علاجها و مداواتها و ترکیب الأدویة لما یحتاج الیه من ذلک، در داروها و درمان بیماری‌های چشم و ترکیب داروها
81. کتاب سرّ الطب
82. منافع الأعضاء (فیزیولوژی)
83. کتاب صفات البیمارستان، در بارهٔ ویژگی‌های بیمارستان
84. فی الثقال الأدویة المرکبة، در بارهٔ سنگینی داروهای مرکب
85. کلام الفروق بین الامراض، در ویژگی‌ها و فرق بین بیماری‌ها
86. کتاب الکافی فی الطب
87. الأغذیة المختصرة
88. مقالةه فیما سئل عنه فی انه لم صار من قل جماعة من الإنسان طال عمره
89. تذکره مفیده
90. فی اختلاف الدم، در بارهٔ اختلاف خون آدمی است.
91. اتخاذ ماءالجبن، در بارهٔ خواص آب‌پنیر است. (با کتاب ۹۲ در همین سیاهه سنجیده شود)
92. من کتاب الالبان فی منافع ماءالجبن، در بارهٔ خواص آب پنیر و شیر است. (با کتاب ۹۱ در همین سیاهه سنجیده شود)
93. مفید الخاص
94. الخواص
95. رسالة لأبی‌بکر محمد بن زکریا الرّازی لبعض تلامذته و قد إختصه بعض الملوک
96. الأکلیل (کتاب تاج)
97. منافع المومیاء در بارهٔ خواص و منافع مومیاء است.
98. تدبیر الصبیان یا پزشکی کودکان که اولین کتاب درباره پزشکی کودکان به‌شمار می‌رود.

## کیمیا (شیمی)
این فهرست از کتاب‌های کیمیایی رازی، از رسالهٔ فهرست کتاب‌های تألیفی رازی از ابوریحان بیرونی در بخش کیمیائیات نقل می‌شود.
1. المدخل التّعلیمی
2. علل المعادن و هو المدخل البرهانی
3. إثبات الصّناعة
4. کتاب الحجر
5. کتاب التّدبیر
6. کتاب الإکسیر و یوجد علی نسختین
7. کتاب شرف الصّناعة
8. کتاب التّرتیب و هو الرّاحة
9. کتاب التّدابیر
10. کتاب الشّواهد
11. کتاب محن الذهب و الفضة
12. کتاب سرّ الحکماء
13. کتاب سرّ
14. کتاب سرّ السّرّ
15. کتابان فی التّجارب
16. رسالة إلی فاین
17. منیة المتمنی
18. رسالة إلی الوزیر القاسم بن عبیدالله
19. کتاب التّبویب
20. الرّدّ علی الکندی فی ردّة علی الکیمیاء
21. فی الرّدّ علی محمّد بن اللّیث الرّسائلی فی ردّة علی الکیمیائیّین

## فیزیک
1. سمع الکیان (سماع طبیعی) الهیولی الصغیر.
2. الهیولی الکبیر.
3. فی الزّمان و المکان.
4. فی الفرق بین إبتداء المدّة و بین إبتداء الحرکات.
5. فی اللّذّة.
6. فی البحث عن الأرض اهی حجریّة أو طینیّة.
7. فی علّة جذب المغناطیس الحدید.

## منطق
1. المدخل إلی المنطق.
2. فی المنطق بألفاظ متکلّمی الإسلام.
3. کتاب البرهان.
4. کیفیّة الإستدلال.

## ریاضیات
1. فی الهیئة.
2. فی علة قیام الارض وسط الفلک.
3. فی مقدار مایمکن ان یستدرک من النجوم.
4. فی کیفیة الابصار.
5. فی ان الکواکب علی غایة الاستدارة لیس فیها نتوء واعوار

## فلسفه
1. میدان العقل.
2. العلم الالهی الصغیر علی رای سقراط.
3. العلم الالهی الکبیر.
4. فی الفلسفة القدیمة.
5. نقض کتاب فرفوریوس الی انابو المصری
6. السیرة الفلسفیة. (این کتاب از سوی عباس اقبال آشتیانی ترجمه شده و یک بار به همین نام در سال ۱۳۴۳ و بار دیگر با نام سیرت فلسفی در سال ۱۳۱۵ خورشیدی به چاپ رسیده‌است.
7. طب روحانی، در اخلاق و فلسفه. (این کتاب از سوی پرویز اذکایی ترجمه شده و در سال ۱۳۸۲ در تهران به چاپ رسیده‌است)
8. فی حیل المتنبئین / مخاریق الانبیاء
9. فی النبوات / نقض الأدیان

## متافیزیک
1. النفس الصغیر.
2. النفس الکبیر.
3. فی ان جواهرالاجسام.
4. فی ان الحرکة معلومة غیر مرئیه